# Hermann Kaps
Hermann Kaps (* 1940) ist ein deutscher Ladungstechnikspezialist.

## Leben
Hermann Kaps fuhr ab 1957 dreizehn Jahre lang für die Bremer Hansa-Linie zur See. 1965 war er Zweiter Offizier auf dem Motorschiff Ehrenfels. Er beendete diese Phase seiner Berufstätigkeit als Erster Offizier. Danach lehrte er von 1970 bis 2004 an der Hochschule für Nautik in Bremen. Von 1984 bis 2004 las er jedes Jahr als Gastprofessor an der World Maritime University in Malmö. Ab 1998 war er wissenschaftlicher Leiter der GAUSS mbH. Von 1985 bis 2002 arbeitete er außerdem als Berater der deutschen Delegation bei der IMO in London. Zeitweise leitete er die Arbeitsgruppe Cargo Securing. Auf Kaps’ Anregung geht unter anderem der Annex 13 des Code of Safe Practice for Cargo Stowage and Securing. Dieser Code sieht eine einheitliche Prüfung der Sicherung nichtstandardisierter Ladung vor.
Im Jahr 2004 trat Kaps in den Ruhestand, betreute aber weiterhin Weiterbildungsseminare. In der Hauptsache kümmerte er sich um die Bereiche Projektladung und Tankschifffahrt.